# Sordina

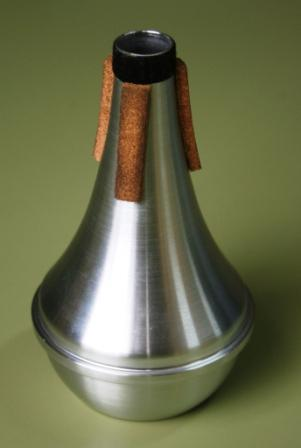
Sordina de trompeta

La sordina és un estri o mecanisme que permet que un determinat instrument musical soni més fluix. Al mateix temps li altera el timbre. No tots els instruments tenen possibilitat d'aplicar una sordina. En els instruments de corda fregada la sordina és un peça que es col·loca damunt del pont. En els instruments de metall és una peça de forma cònica que es col·loca a la campana, interferint el so que en surt. En el piano, la sordina és un mecanisme que apaga la vibració de les cordes i que s'acciona mitjançant un pedal.